# Мастика (матеріал)

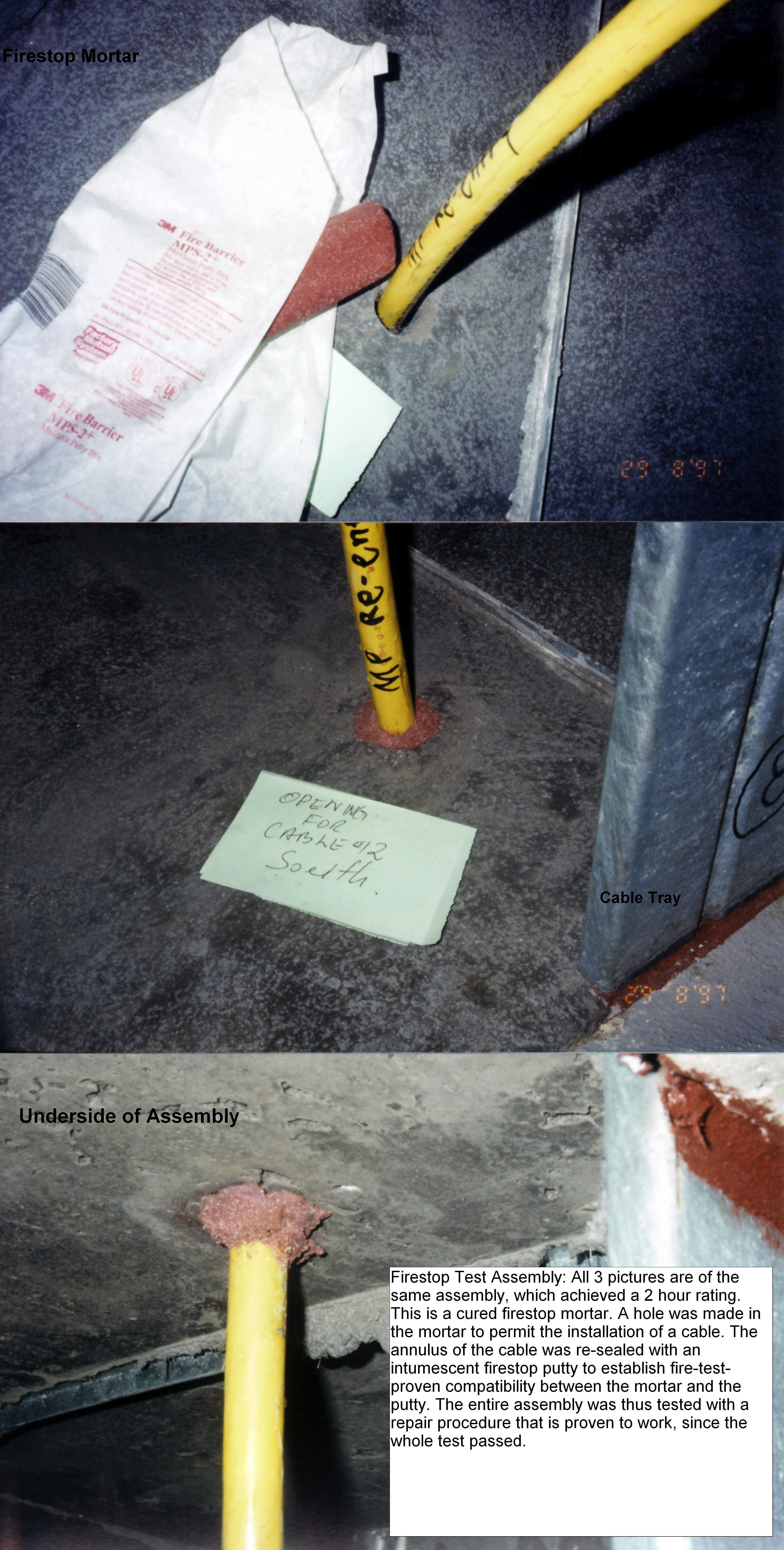

Мастика — замазка, суміш різних речовин для склеювання, цементування, заповнення тріщин з метою зробити предмет непроникним для води. Затвердіння відбувається або внаслідок випаровування розчинника мастики або хімічної реакції змішаних речовин. Для виготовлення мастики використовуються: крейда, вапно, гіпс, пісок, товчене скло, глет, білила, сурик, сірка, білок, глина, крохмаль, віск та ін. Мастики готуються на олії (вельми поширена віконна, сурикова та цинкова замазки та ін.) зі смолами і камедями, з каучуком, казеїном і клеєм, з водою, розчинним склом та ін.
Застосування мастики продовжує термін служби і підтримує гарний зовнішній вигляд покриттів. Мастика використовується для виробництва футеровочних, будівельних, оздоблювальних і ремонтних робіт, захисту від корозії автомобілів, герметизації та інших цілей.

## Бітумна мастика
Бітумна мастика — застосовується для створення безшовного водонепроникного покриття при укладанні та ремонті покрівлі, дорожнього покриття, гідро- і пароізоляції підлог ванн, душових, басейнів, обробки перекриттів між поверхами, а також як захисний матеріал для рулонної покрівлі від впливу різних атмосферних явищ. До складу бітумної мастики входить бітумне в'яжуче, оливи, наповнювачі, гумові гранули і полімери.